# Östen
För andra betydelser, se Östen (olika betydelser).
Mansnamnet Östen är av gammalt fornnordiskt ursprung (fornvästnordiska Eysteinn, norska Øystein). Namnet är bildat av ett ord som troligtvis kommer av auja - "lycka" och ordet sten. På runstenar kan man finna namnet med skrivningen Aystain.
En gammal sagokung av Ynglingaätten lär ha haft detta namn, och en annan sådan kung med osäker historisk förankring var Östen Beli ("Östen Illråda"). 
Namnet var ovanligt före slutet på 1800-talet då det liksom många andra nordiska namn kom i ropet. Mest populärt var namnet under första halvan av 1900-talet. Högst någon enstaka pojke i varje årskull får numera namnet som tilltalsnamn.
Den 31 december 2009 fanns det totalt 4.438 personer i Sverige med förnamnet Östen, varav 1.136 med det som tilltalsnamn.
Namnets placering i almanackan, 26 augusti, hör till de lustigheter som 1901 års namnkommitté på vissa ställen kostade på sig. Föregångaren på detta datum var påven Zefyrinus, vars namn kommer av ordet zefyr som betyder "västanvind". Namnet Östen har dock inget med väderstreck att göra. I den finlandssvenska namnsdagslängden har Östen namnsdag 10 september sedan starten 1929, då en egen namnsdagskalender togs i bruk för finlandssvenskar.

## Personer med namnet Östen
- Östen, runristare verksam i Södermanland
- Östen Beli, svensk sagokung
- Östen Braathen, svensk skådespelare och regissör
- Östen Edlund, friidrottare
- Östen Eriksson, svensk underhållningsartist
- Östen Mäkitalo, svensk prisbelönt elektrotekniker
- Östen Sjöstrand, svensk författare, ledamot av Svenska Akademien
- Östen Undén, svensk politiker (s), f.d. statsråd, universitetsrektor, universitetskansler
- Östen Warnerbring, svensk underhållningsartist
- Øystein Aarseth, gitarrist i norska black metal-bandet Mayhem
- Øystein Lønn, norsk författare
- Øystein Olsen, biskop för den nordeuropeiska Metodistkyrkan (Oslo).
- Öystein Magnusson, kung av Norge